# Vjeko Božo Jarak
Vjeko Božo Jarak (Opličići, 15. studenoga 1931.) hrvatski je katolički svećenik i skupljač umjetnina.

## Životopis
Rođen je u Opličićima u Hercegovini, od roditelja Filipa i Zorke, kao kao treći od četvero braće. Na krštenju je dobio ime Božo, a pri stupanju u franjevački red uzeo je ime Vjeko. Na Plehanu kod Dervente završio je pučku školu. Zatim je u Visokom završio gimnaziju. U Kraljevoj Sutjesci 1949./50. završio je novicijat. Teologiju je studirao od 1955. u Sarajevu, Zagrebu i Ljubljani, gdje je i doktorirao.
Predavao je kao profesor teologije na teološkim školama u Sarajevu, Mostaru i Dubrovniku. Bio je priznati sakupljač umjetničkih djela. Velik broj umjetnički djela darovao je Mostarsko-duvanjskoj biskupiji, franjevačkim samostanima u Sarajevu, Plehanu i Mostaru te gradovima Bugojnu, Mostaru, Stocu, Čapljini i Varaždinu. Gradskom muzeju u Varaždinu donirao je 211 djela, uglavnom najeminentnijih hrvatskih umjetnika.
Zakladi kralja Tomislava darovao je 1999. više od 250 umjetnina, zemljište i započetu kuću na zemlji njegovih predaka u Dubravama. Tamo je podignuta galerija koja nosi njegovo ime.
Kasnije je inkardiniran u Trebinjsko-mrkansku biskupiju te postao dijecezanski svećenik.

## Spisateljska djelatnost
- „Rano kršćanstvo”, 1986.
- „Vjera: svjetlo ili tama: kateheze za mlade”, 1987.
- „Plehan”, 1987.
- „Kristov svjedok i prijatelj svijeta Dietrich Bonhoeffer”, 1989.
- „Podmilačje”, 1990.
- „Stazama kršćanskog uspona: razmišljanje o izvorima kršćanske zrelosti”, 1993.
- „Isus Krist jučer i danas”, 1996.
- „Mirko Rački: u susretu s umjetnošću i prijateljima”, 1997.
- „Smionost Božje nježnosti: Isusove prispodobe”, 1997.
- „Dostojevski u ozračju Kristova čovjekoljublja”, 1999.
- „Stazama kršćanskog uspona: razmišljanje o izvorima kršćanske zrelosti”, 2002.
- „Kršćanska zajednica u procjepu nemoći i moći: nagovori za nedjelje u godini "A"”, 2002.
- „Biblijski proroci”, 2001./02.
- „Djela apostolska u vrijeme nastanka i danas”, 2003.
- „Na bespuću stradanja: nagovori za nedjelje u godini "B"”, 2003.
- „Doživljaji Očeve ljubavi: nagovori za nedjelje u godini "C"”, 2004.
- „Stazama sazrijevanja: Gospini i svetački blagdani i aktualne teme”, 2005.
- „Rast u odgovornoj vjeri: nagovori za liturgijsku godinu "B"”, 2009.
- „Iz biblijske povijesti: vječne pouke Knjige nad knjigama”, 2009.
- „Križni put u crkvi svetoga Frane na obali u Splitu”, 2013.

## Poveznice
- Galerija Vjeko Božo Jarak u Potkosi

### Mrežna sjedišta
- Donacija dr. sc. Bože Vjeke Jaraka. Gradski muzej Varaždin. Pristupljeno 2. siječnja 2023.
- Godišnjak osoblja. Službena stranica Biskupijâ Mostar-Duvno i Trebinje-Mrkan. Pristupljeno 2. siječnja 2023.